# Антемије
Прокопије Антемије (око 420 — 11. јул 472) је био цар Западног римског царства између 12. априла 467. године па до смрти. Антемије је вероватно последњи цар на трону Запада који је показао владарске способност. Показао је вољу да се суочи са невољама које је Запад имао са Визиготима у Шпанији и нарочито са Вандалима под Гејзериком који су у северној Африци створили своју државу. Припадао је роду Прокопија. Био је син Прокопија који је био magister militum. Такође, био је ожењен ћерком византијског цара Маркијана. Антемије је своју каријеру почео ратујући против Хуна и Гота на Дунаву.
На почетку владавине Антемија је подржавао византијски цар Лав I. И у другим дипломатским пољима Антемије је био успешан: оженио је своју кћер за Рицимера, командантом најјаче војске у Италији. Такође, Антемије је био у добрим односима са главним командантом Илирика Марцелин. Међутим, у рату против Вандала, дошло је до неуспеха. Иако је вандалска флота била уништена, Римљанима, упркос помоћи Византије, Гејзерик уништио њихову флоту. Најбољи римски војсковођа Марцелин био је убијен на Сицилији.
Године 470. Антемије се разболео, а онда оздравивши, сматрајући да се радило о црној магији, почео је да се свети многим утицајним људима. Плашећи се за своју судбину, Рицимер, magister militum, окупио је 6.000 људи и у Милану је започео отворену побуну против Антемија. Пет месеци касније, Рицимер је успео да освоји Рим зароби и убије Антемија.